# Нижние Савруши (Аксубаевский район)
Нижние Савру́ши (чув. Хĕрлĕ Шур, тат. Түбән Саурыш) — деревня в Аксубаевском районе Республики Татарстан. Относится к Саврушскому сельскому поселению, административным центром которого является село Старые Савруши.

## Возникновение деревни
До 1690-х гг. на этой территории, находившейся за засечной чертой, насёленных пунктов было крайне мало. На рубеже XVII—XVIII вв. началось массовое заселение крестьянскими колонистами юго-восточной окраины Западного Закамья. На стадии возникновения все чувашские поселения верхнего бассейна Малого Черемшана относились к типу починков. Примером тому является чувашское селение «починок по речке Адам, Мехедерово тоже», образованное в 1699 году. Между тем, известно о существовании в одно и то же время трех чувашских селений, носящих название «Адам». Это деревня Адам, из которой выселились основатели починка Мехедерово, деревня Адамка, упоминаемая в спорном деле 1713—1717 гг., и починок «Адам по Малому Черемшану», указанный в переписной книге 1716 года. Анализ документов дает основание отнести все три названия к одному селению — починку «Адам по Малому Черемшану». Название этого селения происходит от имени основателя — Михедерки Михедерова, который раньше жил в ясачной деревне Адам. Во время переписи 1700 года в починке оказалось 5 дворов ясачных чуваш. Все они, за исключением основателя селения, были выходцами из деревни Сугут (Шугут) Чебоксарского уезда, переселившимися в течение 90-х гг. XVII века. К примеру, Байбулат Илбулатов в 1699 году перешел из деревни Сугут в деревню Адам, а в следующем году — во вновь образованный починок. Эти данные показывают, что починок по речке Адам — Мехедерово образовался в результате как внешней, так и внутренней колонизации. К тому же, из всех поселенцев местным можно считать лишь М. Михедерова. Тот факт, что все остальные переселенцы были выходцами из деревни Сугут дает основание предполагать, что и основатель починка был родом из того же селения и перешел в Закамье несколько раньше своих земляков. Переселение сугутских чуваш в деревню Мехедерово продолжалось и в последующие годы.

## Исторические моменты
Во время Башкирского восстания 1705—1711 гг. деревня приютила семью Ильменку Идарова с братом и матерью из деревни Бердибяково.
«Часть жителей разоренных деревень были „взяты в полон“, а остальные, „спасаясь от воровских людей“, поселились в других селениях. Некоторые жители деревень Узеево и Бердибяково, перебравшись на опушку леса в вершине речки Гирей, основали новое поселение — Черебатырево. Название селения происходит от имени жителя деревни Бердибяково ясачного „чувашенина“ Черебатыра Янбикова. Большинство бердебяковских беженцев 10 дворами поселились в чувашской деревне Кандрата-Спиркино. Одна семья — Ильменка Идаров с братом и матерью нашли пристанище в деревне Мехедерево. В деревне Ижтебенево после разорения осталось всего 4 двора. Некоторые её жители переселились в деревню Борисово, „а иные после того бунта разошлись по разным уездам и деревням“. Судьба крестьян деревни Кутуш, не считая двух чуваш, переселившихся в деревню Шавруш, остается неизвестной»
В 1714 г. деревня Мехедерево подверглась нападению каракалпаков.
«В 1714 году закамские селения (в том числе поселения Сунчелеево, Мехедерево и починки „по речке Савруш“(Шавруш) подверглись нападению со стороны каракалпаков, которые в связи с изменениями геополитической обстановки на их исконной родине были вынуждены смещаться на север — к российским границам».
XVIII — 1-й половине XIX вв. жители относились к категории государственных крестьян. Занимались земледелием, разведением скота. В начале XX века земельный надел сельской общины составлял 613 десятин. Население до начала XX века некрещёное, в языке и традиционной культуре наблюдаются общие для закамских чувашей признаки, основанные на смешении верховой и низовой традиций.
Деревня входила состав Ногайской даруги, Казанского уезда, с конца XVIII до начала XX вв. — Чистопольского уезда Казанской наместничества затем губернии. До 1920 деревня входила в Ново-Адамскую волость Чистопольского уезда Казанской губернии. С 1920 в составе Чистопольского кантона ТАССР. С 10.08.1930 в Аксубаевском, с 01.02.1963 в Октябрьском, с 12.01.1965 в Аксубаевском районах.

## География положение
Деревня расположено вдоль реки Саврушка, при впадении её в реку Малый Черемшан, в 25 км к северу-западу от райцентра поселка городского типа Аксубаево.
| С-З | Казань ~ 164 км Чебоксары ~ 338,5 км | Чистополь ~ 43,9 км | Нижнекамск ~ 141,4 км Набережные Челны ~ 184 км | С-В |
| З   | Болгар ~ 134.6 км км                 | Роза ветров         | Новошешминск ~ 85,3 км                          | В   |
| Ю-З | Тольятти ~ 277,4 км                  | Нурлат ~ 79,6 км    | Альметьевск ~ 160,2 км                          | Ю-В |

### Часовой пояс
Деревня Нижние Савруши, как и вся Республика Татарстан, находится в часовой зоне МСК (московское время). Смещение применяемого времени относительно UTC составляет +3:00.

## Население
| Численность жителей Нижние Савруши по годам |         |           |          |          |           |           |           |      |      |      |
| 1719                                        | 1747    | 1763      | 1780     | 1795     | 1816      | 1830      | 1840      | 1859 | 1870 | 1897 |
| 76 чел.                                     | 83 муж. | ↗155 чел. | ↗92 муж. | ↘63 муж. | ↘148 чел. | ↗158 муж. | ↗186 муж. | ↗227 | ↗228 | ↗552 |
| 1911                                        | 1920    | 1926      | 1938     | 1949     | 1958      | 1970      | 1979      | 1989 | 2005 | 2011 |
| ↘395                                        | ↘363    | ↘316      | ↗372     | ↘327     | ↘257      | ↗327      | ↘277      | ↘215 | ↗222 | ↗225 |

## Инфраструктура
ФАП, сельский клуб на 200 мест, библиотека мощностью 8084 экземпляров.

## Памятники истории и культуры
- Догородской этап. II тыс. до н. э. начало X века. Памятники срубной историко-культурной общности — Нижнесаврушинское местонахождение I[~ 5][4].
- Эпоха раннего средневековья представлена памятниками именьковской культуры (V—VII вв. н. э.) — Нижнесаврушинское поселение I[~ 6][4].
- Этап булгарский (домонгольский). X век — 1236 года — Нижнесаврушинское селище I[~ 7], Нижнесаврушинское селище II[~ 8], Нижнесаврушинское селище III[~ 9], Нижнесаврушинское селище IV[~ 10][4].

## Комментарии
1. ↑  Современная деревня Нижние Савруши Аксубаевского района РТ
2. ↑  Современная деревня Старое Тимошкино Аксубаевского района РТ
3. ↑  Современная деревня Черебатырево Нурлатского района РТ
4. ↑  Современное село Старые Савруши Аксубаевского района РТ
5. ↑  В мысовой части Нижнесаврушинского селища I
6. ↑  2,5 км к северо-западу от деревни
7. ↑  2 км к северо-западу от деревни
8. ↑  0,4 км к северо-востоку от деревни
9. ↑  0,4 км к северо-востоку от деревни
10. ↑  3 км к северо-западу от деревни